# Romanengo
Romanengo (Rumanènch in dialetto locale) è un comune italiano di 3 260 abitanti della provincia di Cremona in Lombardia.

## Storia

### Simboli
Lo stemma e il gonfalone sono stati concessi con decreto del presidente della Repubblica dell'11 dicembre 1997.
Il gonfalone è un drappo di giallo.

## Monumenti e luoghi d'interesse
- Chiesa dei Santi Giovanni Battista e Biagio

## Società

### Evoluzione demografica
Abitanti censiti

### Etnie e minoranze straniere
Al 31 dicembre 2020 i cittadini stranieri sono 383. Le comunità nazionali numericamente significative sono:
1. India, 153
2. Romania, 51
3. Marocco, 21
4. Albania, 20

## Infrastrutture e trasporti
Il territorio è attraversato dalla ex strada statale 235 di Orzinuovi e dalla strada provinciale 20 Castelleone-Casaletto di Sopra.
Fra il 1880 e il 1931 nella località era presente una fermata della tranvia Lodi-Crema-Soncino.

## Amministrazione
Elenco dei sindaci dal 1985 ad oggi.
| Periodo | Periodo   | Primo cittadino     | Partito                             | Carica  | Note |
| ------- | --------- | ------------------- | ----------------------------------- | ------- | ---- |
| 1985    | 1990      | Alessandro Samarani | Partito Comunista Italiano          | sindaco |      |
| 1990    | 1995      | Alessandro Samarani | Partito Comunista Italiano, poi PDS | sindaco |      |
| 1995    | 1999      | Giovanni Silva      | lista civica di sinistra            | sindaco |      |
| 1999    | 2004      | Giovanni Silva      | lista civica di sinistra            | sindaco |      |
| 2004    | 2009      | Marco Cavalli       | lista civica di sinistra            | sindaco |      |
| 2009    | 2014      | Marco Cavalli       | lista civica                        | sindaco |      |
| 2014    | 2019      | Attilio Polla       | lista civica                        | sindaco |      |
| 2019    | 2024]     | Attilio Polla       | lista civica                        | sindaco |      |
| 2024    | in carica | Federico Oneta      | lista civica                        | sindaco |      |

### Altre informazioni amministrative
Romanengo forma con Casaletto di Sopra e Ticengo l'Unione dei Comuni Lombarda dei Fontanili.